# Fins Kruis van Verdienste voor Atleten
Het Finse Kruis van Verdienste voor Atleten (Fins: Suomen Urheilun Ansioristi) werd op 1 maart 1945 ingesteld om de verdiensten voor de sport en het sportonderricht te belonen.
De onderscheiding wordt in drie klassen verleend. De Eerste Klasse, het om de hals gedragen Grootkruis, wordt door de president toegekend. Er zijn niet meer dan twaalf Grootkruisen en deze decoratie wordt alleen aan Finnen verleend.
De Minister van Onderwijs kent de twee andere graden, een gouden en zilveren kruis aan een lint, toe.
Het lint is blauw met een witte bies en horizontale witte strepen in het midden.

Aan de onderscheiding is ook een medaille verbonden.